# NYSE Euronext

Logotipo da antiga NYSE Euronext

A NYSE Euronext foi um grupo de bolsas de valores da Europa e dos Estados Unidos que existiu entre 2002 e 2014, com representações na Bélgica, França, Holanda, Portugal, Reino Unido e Estados Unidos (NYSE). A NYSE Euronext foi o primeiro mercado de bolsa pan-atlântico e um dos maiores mercados bolsistas mundiais.

## História
A Euronext foi fundada no dia 22 de Setembro de 2000. Em 2002, o grupo alargou, com a entrada da BVLP e da LIFFE. Em 2006, a Euronext alargou, com a entrada da NYSE, mudando assim o nome para NYSE Euronext. Em 17 de janeiro de 2008 a NYSE Euronext anunciou a compra da American Stock Exchange (AMEX) por 260 milhões de dólares. Em 1 de outubro de 2008 a compra foi concluída e a AMEX renomeada para NYSE Alternext U.S. Em 2014, seus componentes, que então eram parte da IntercontinentalExchange, se desmembraram na Euronext e na Bolsa de Valores de Nova Iorque.

## Visão geral
A NYSE Euronext oferece uma ampla e crescente gama de produtos e serviços financeiros em ações à vista, futuros, opções, produtos negociados em bolsa (ETPs), títulos, dados de mercado e tecnologia comercial. Abrangendo várias classes de ativos e seis países, as bolsas da empresa incluem a Bolsa de Valores de Nova York, Liffe, Euronext e NYSE Arca. Com mais de 8 000 produtos listados (que inclui 90% do Dow Jones Industrial Average e 80% do S&P 500, a negociação nos mercados de ações da NYSE Euronext representa mais de um terço do volume mundial de ações à vista. A empresa também administra a maior bolsa de derivativos europeia por valor de negociação.
A NYSE Euronext faz parte do índice S&P 500 e é a única operadora de bolsa no índice S&P 100.

A NYSE Euronext é uma corporação de Delaware, embora o escritório executivo principal da NYSE Euronext esteja localizado em 11 Wall Street, New York, New York 10005. A sede europeia fica em 39 Rue Cambon, 75001 em Paris, França.